# Vivijanit
Vivijanit je hidratirani željezni fosfat. U prirodi se javlja kao sekundarni mineral i to često u vidu tamno plavih do tamno plavo zelenih prizmatičnih do pljosnatih kristala mikroskopske veličine. Krupniji primjerci su jako rijetki.